# Sabanalarga (kommun i Antioquia, lat 6,92, long -75,80)
Sabanalarga är en kommun i Colombia.   Den ligger i departementet Antioquía, i den nordvästra delen av landet, 300 km nordväst om huvudstaden Bogotá. Antalet invånare är 8 193.